# 山王 (秋田市)
山王（さんのう）は、秋田県秋田市にある地域名。郵便番号は010-0951他。山王一丁目から七丁目、山王新町、山王中島町、山王中園町、山王沼田町、山王臨海町で構成される。

## 概要
もともと南秋田郡川尻村の一部であったが、1959年に秋田県庁舎が完成すると、秋田市役所等諸官公庁、秋田銀行本店など次々に建設され、秋田県の政治経済の中心地となった。北に八橋高陽、西南に川尻、東側で旭北に接する。NHK秋田放送局、ABS本社は、当地から秋田駅前に移転している。商業の中心はドジャース本店となっている。ABS本社跡地は、イオン東北によるイオンスタイル山王が、2025年3月にオープンした。

## 教育
- 秋田市立旭北小学校
- 秋田市立山王中学校

## ギャラリー

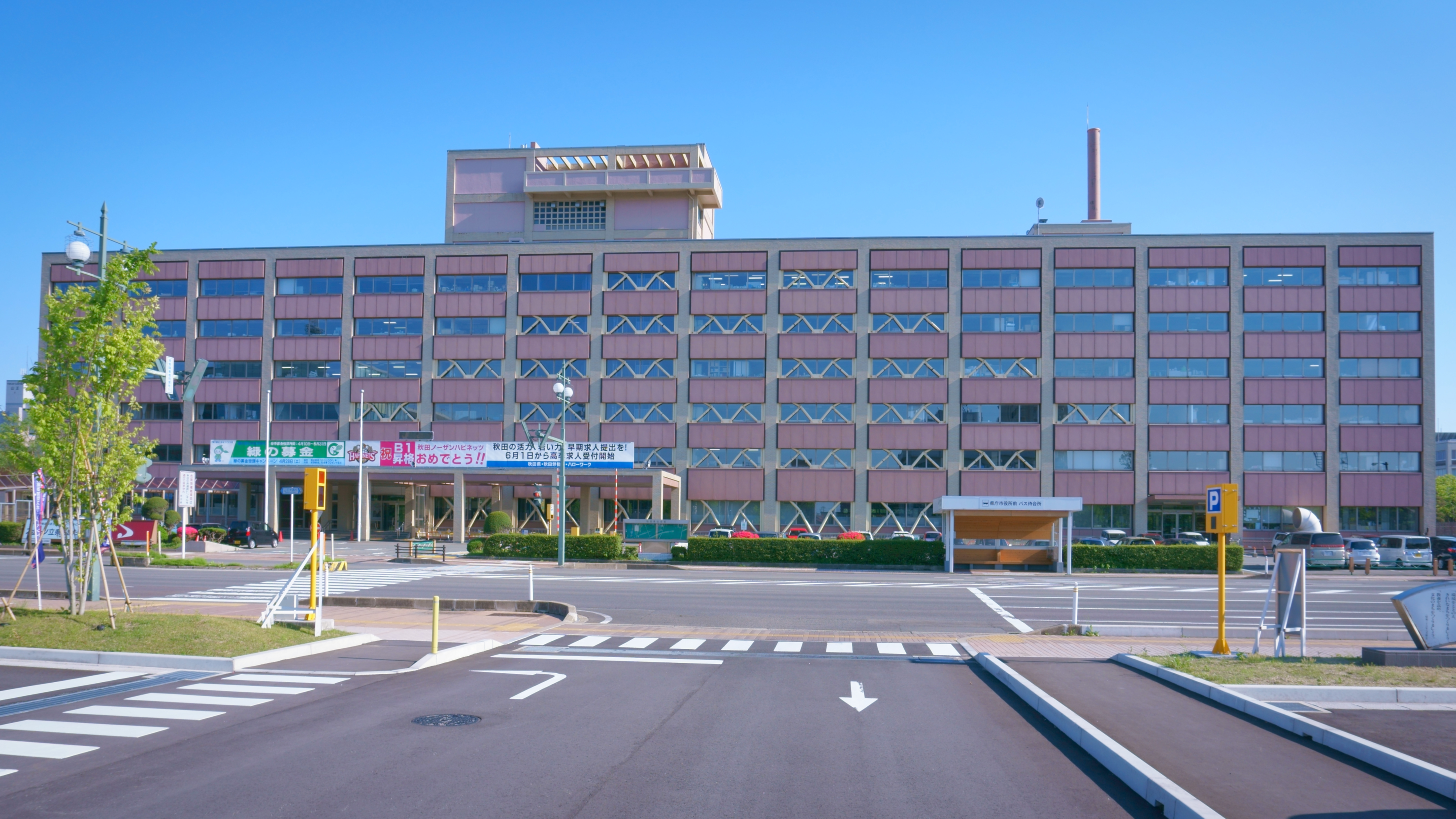
秋田県庁
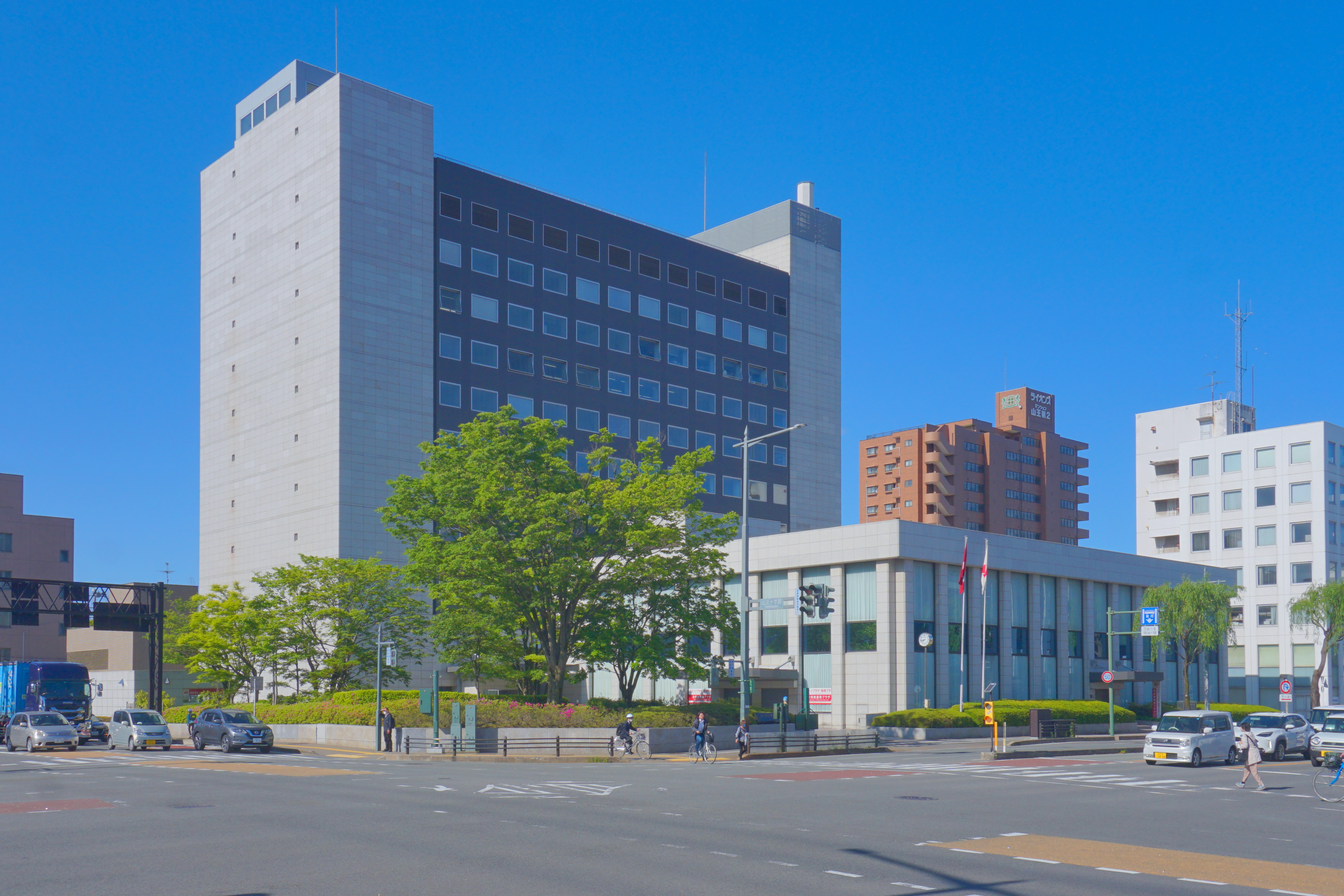
秋田銀行本店
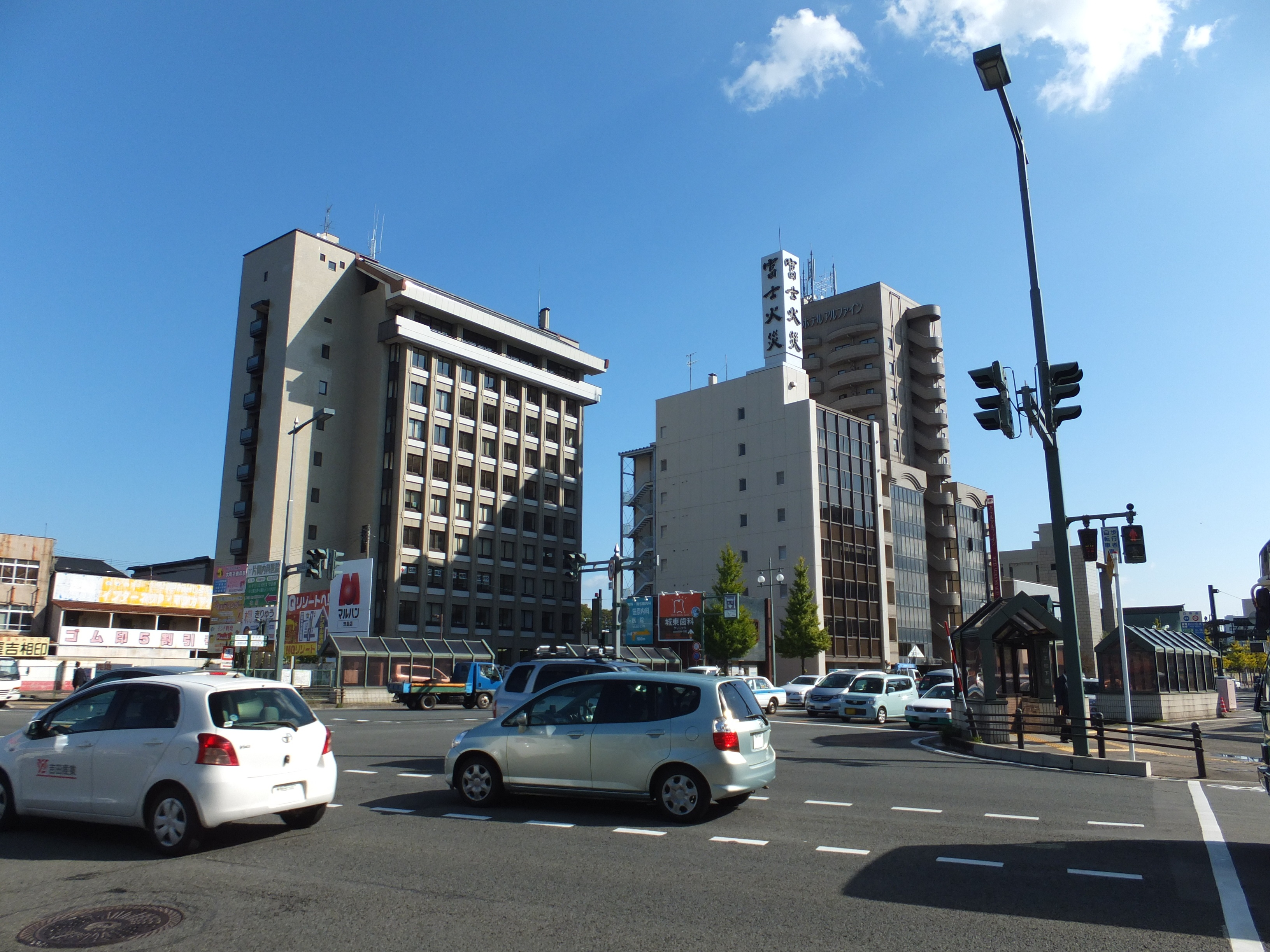
山王十字路
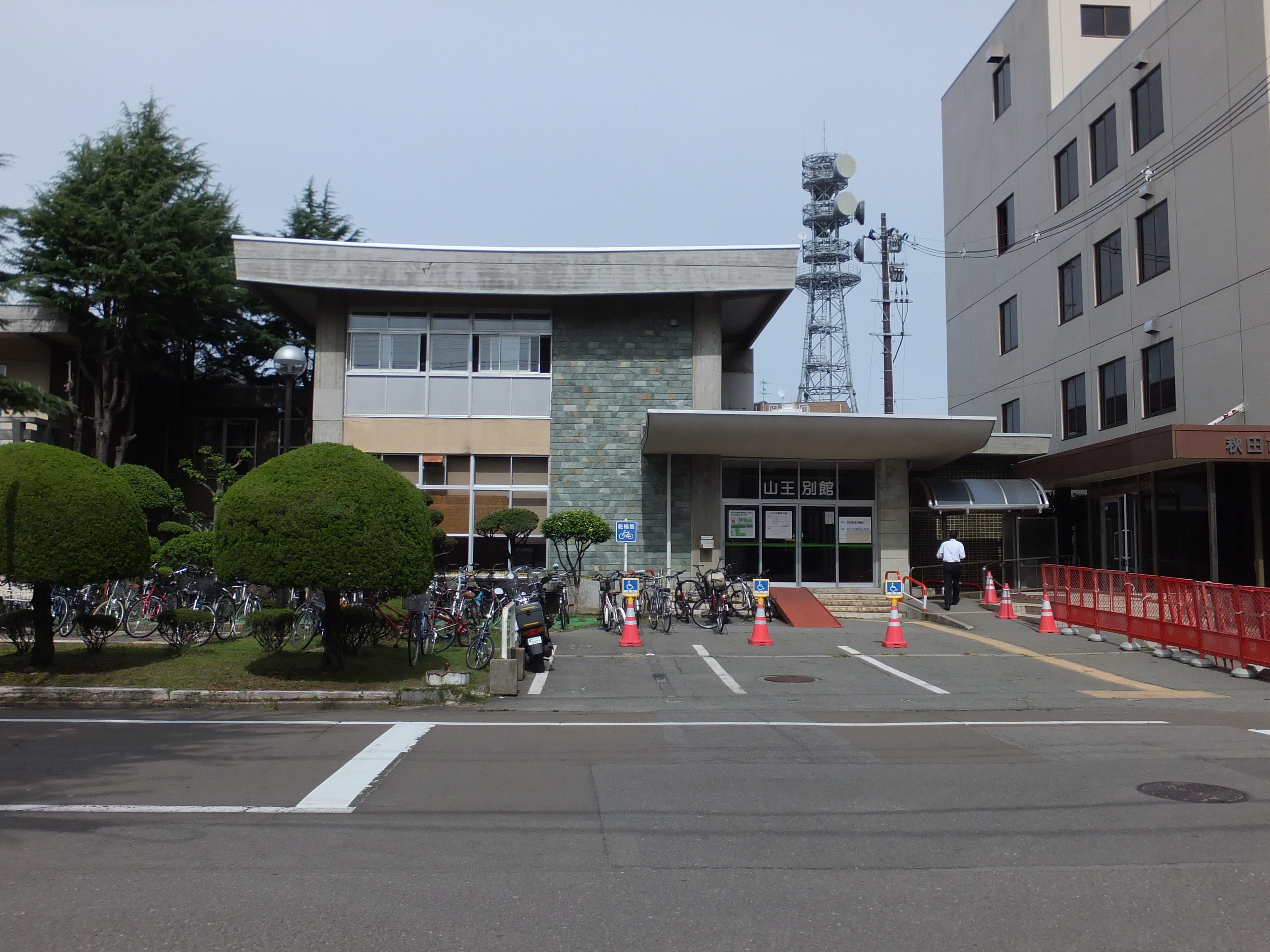
秋田市役所山王別館
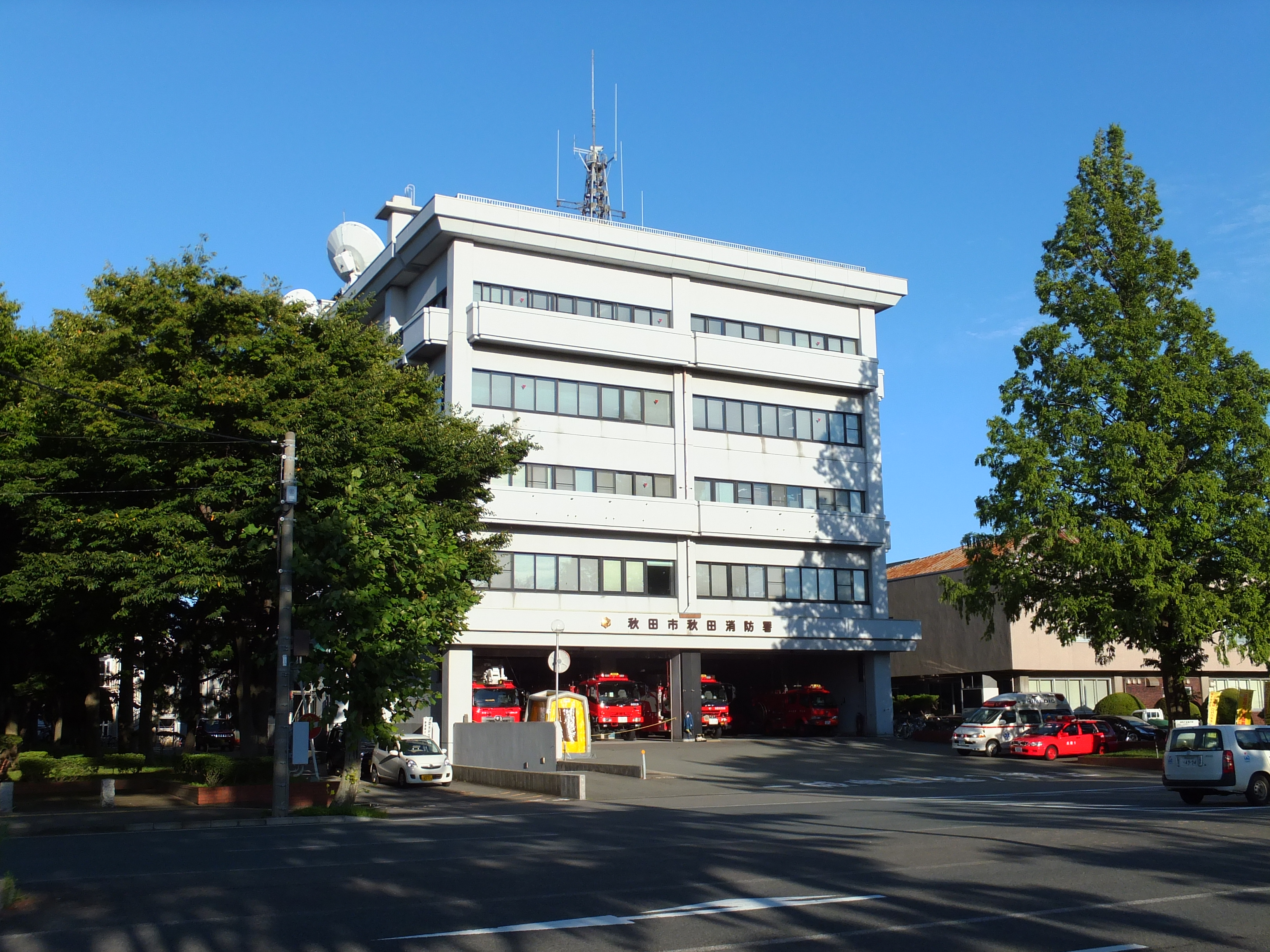
秋田市消防本部
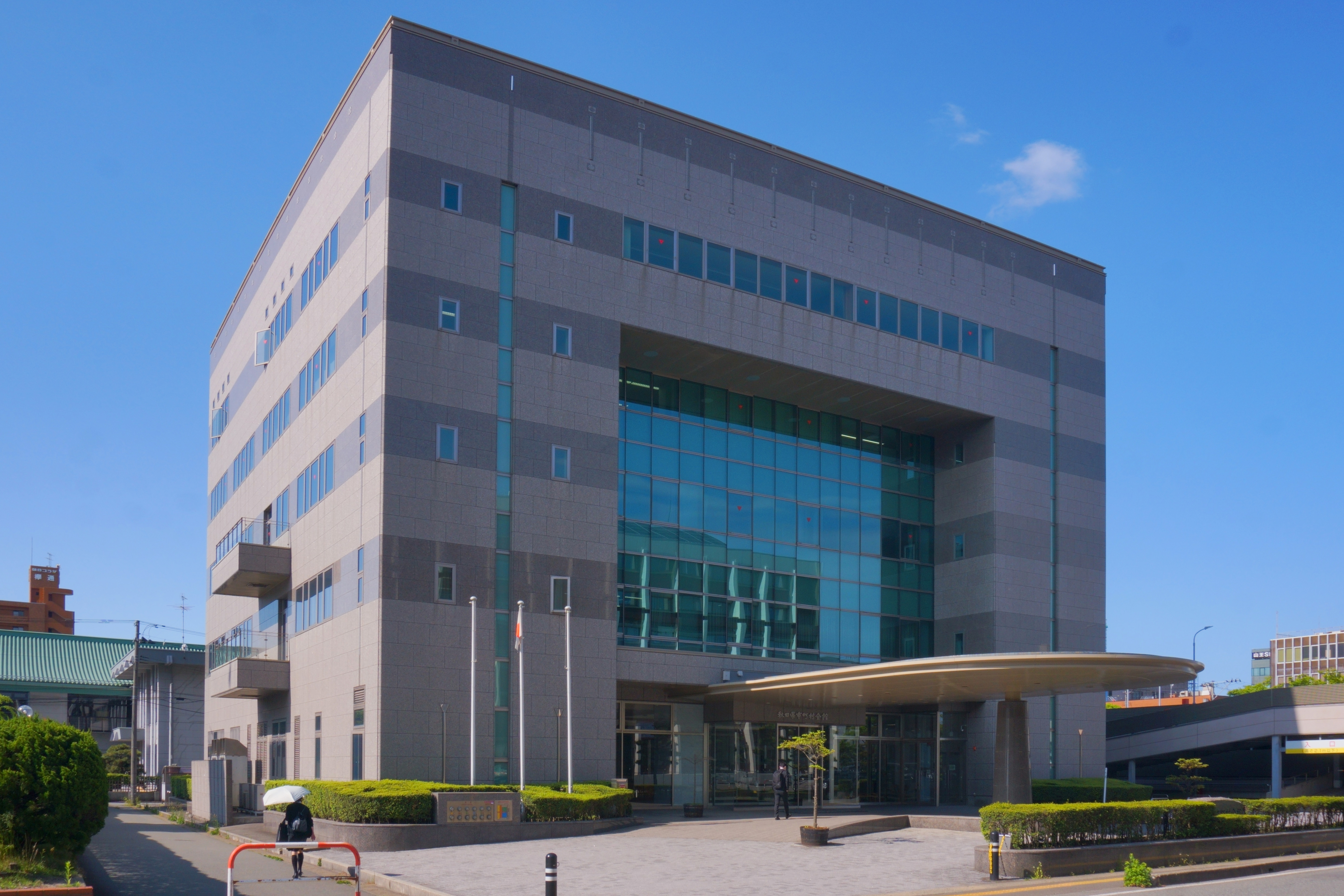
秋田県市町村会館
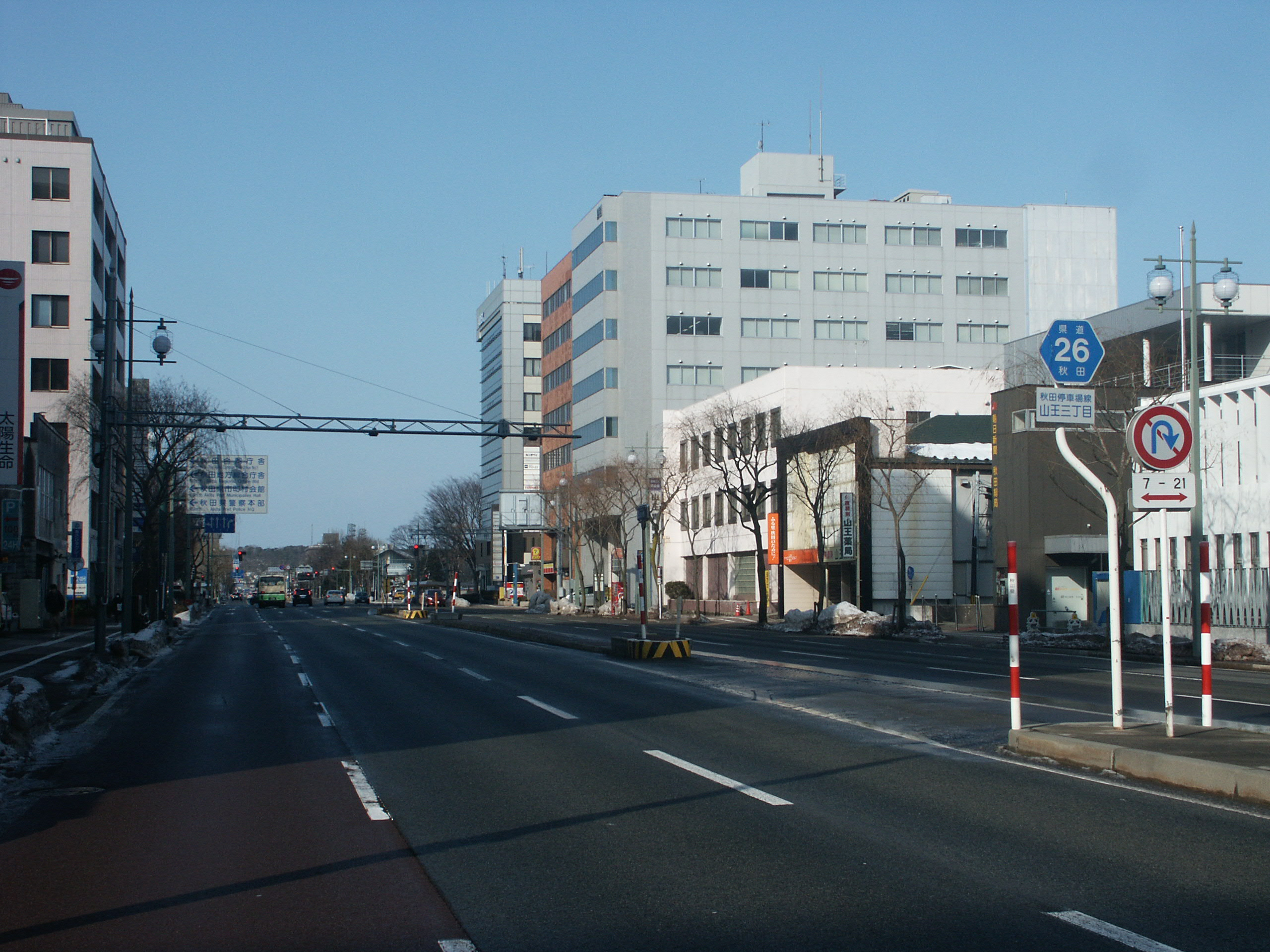
秋田市山王三丁目
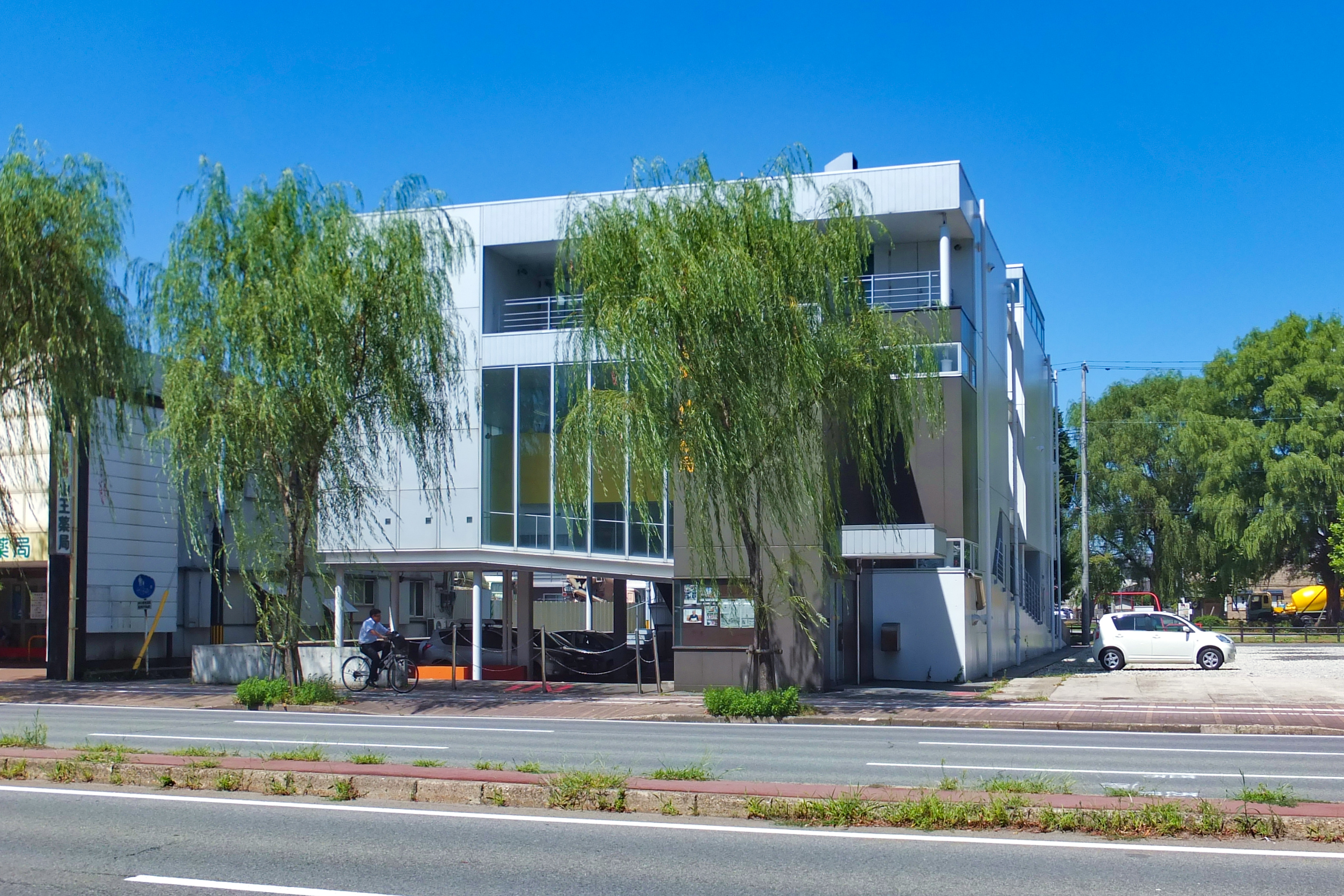
朝日新聞秋田総局
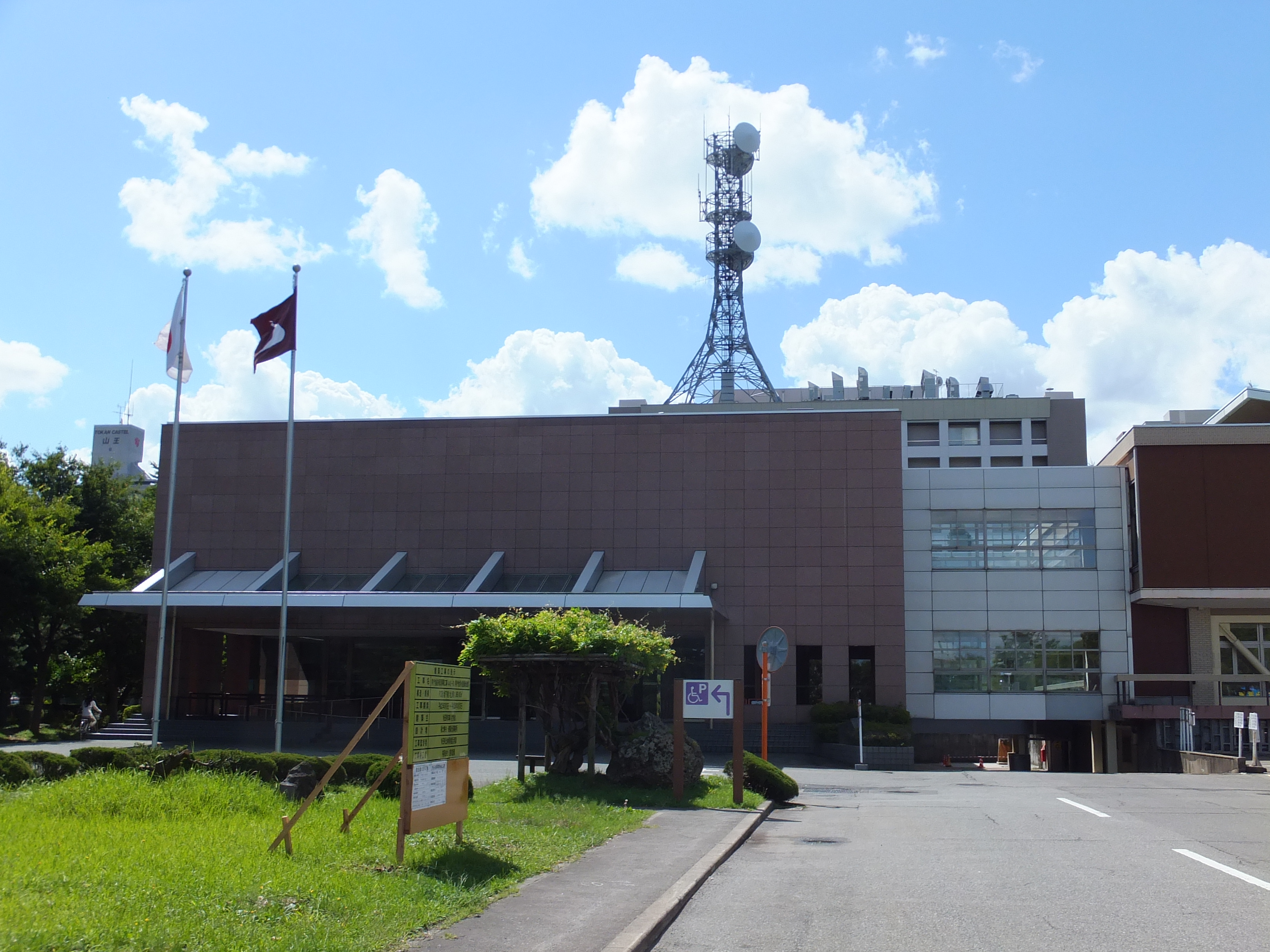
秋田県議会庁舎・新館
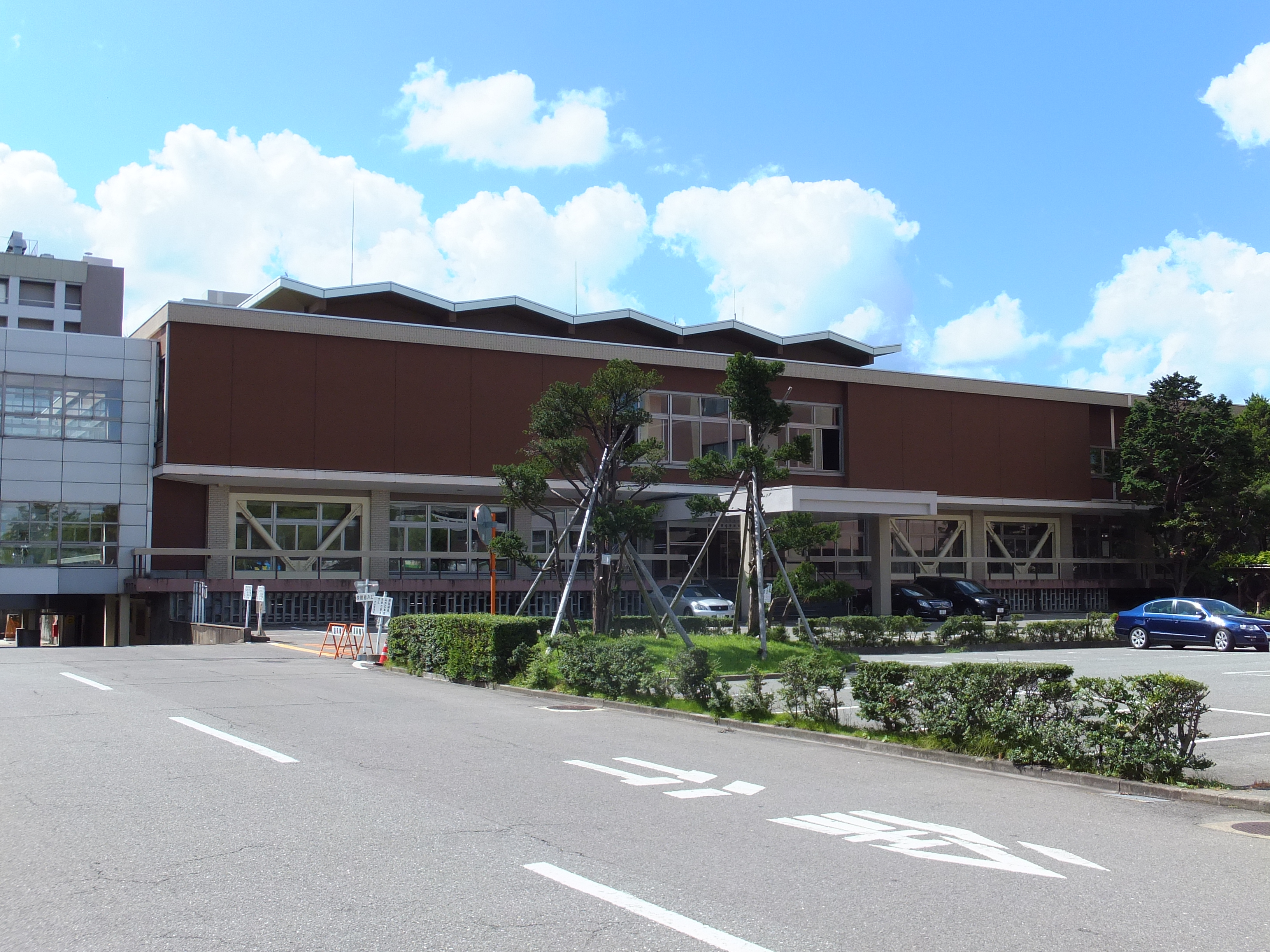
秋田県庁議会棟
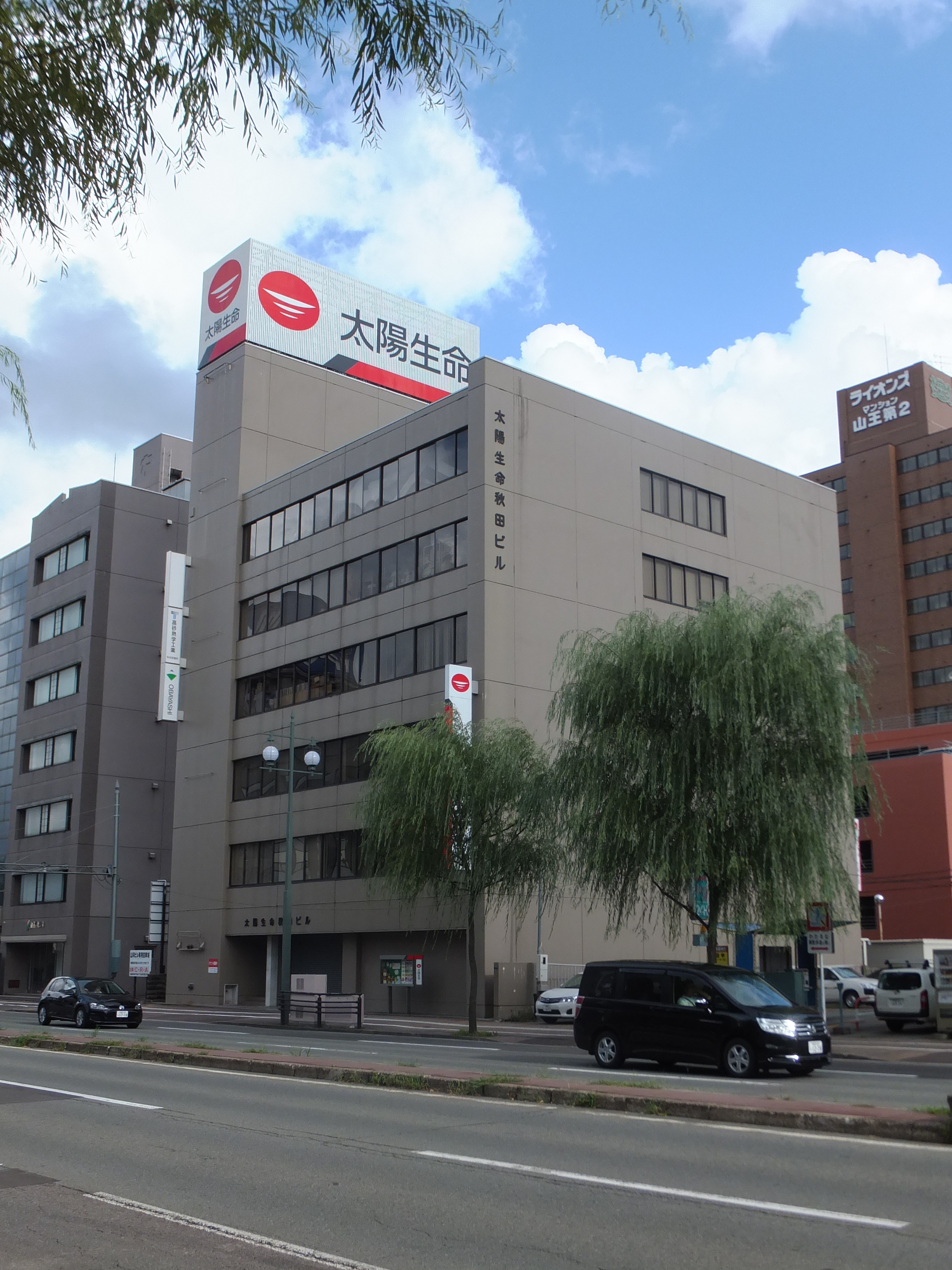
太陽生命秋田ビル
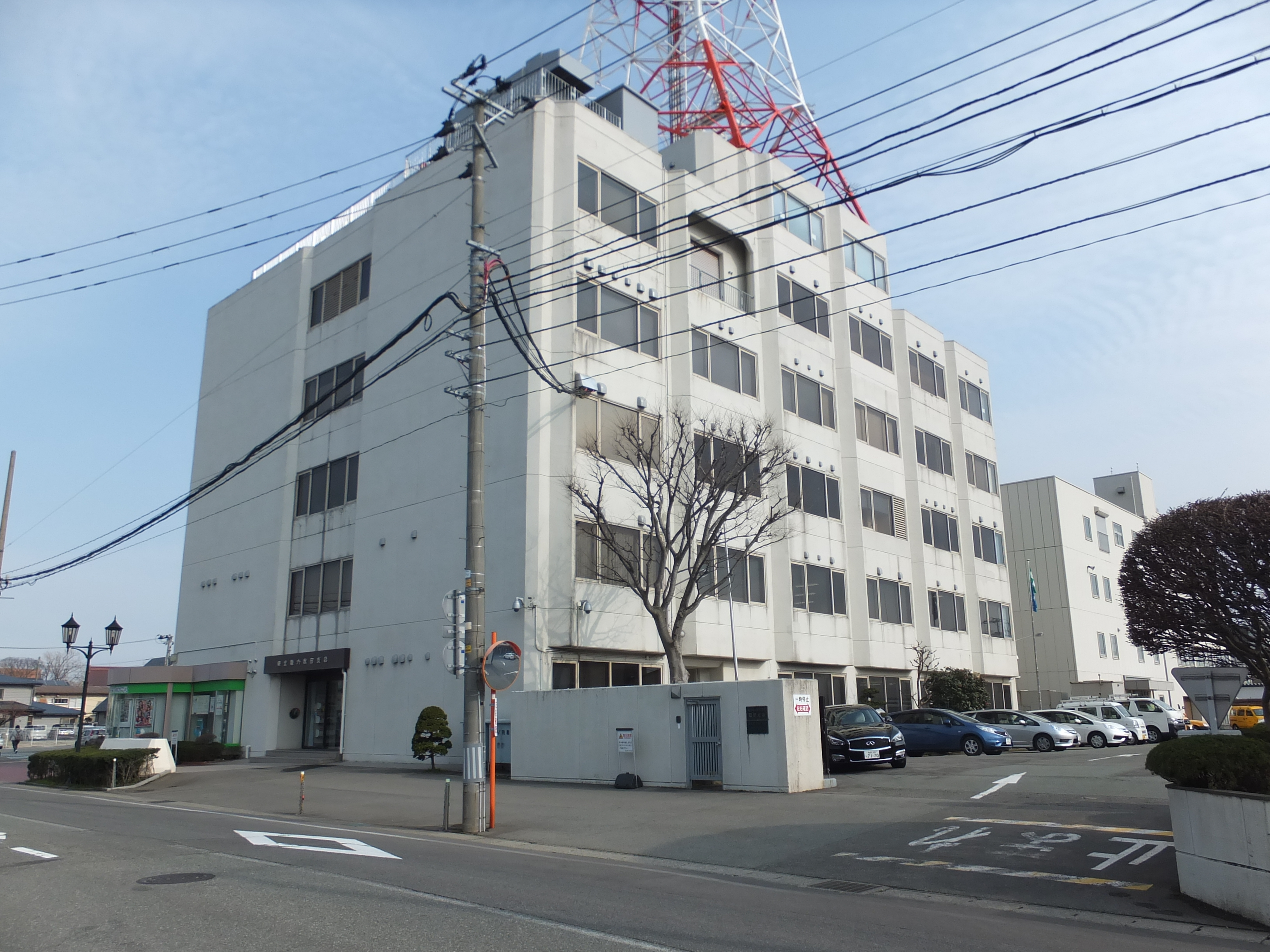
東北電力秋田支店
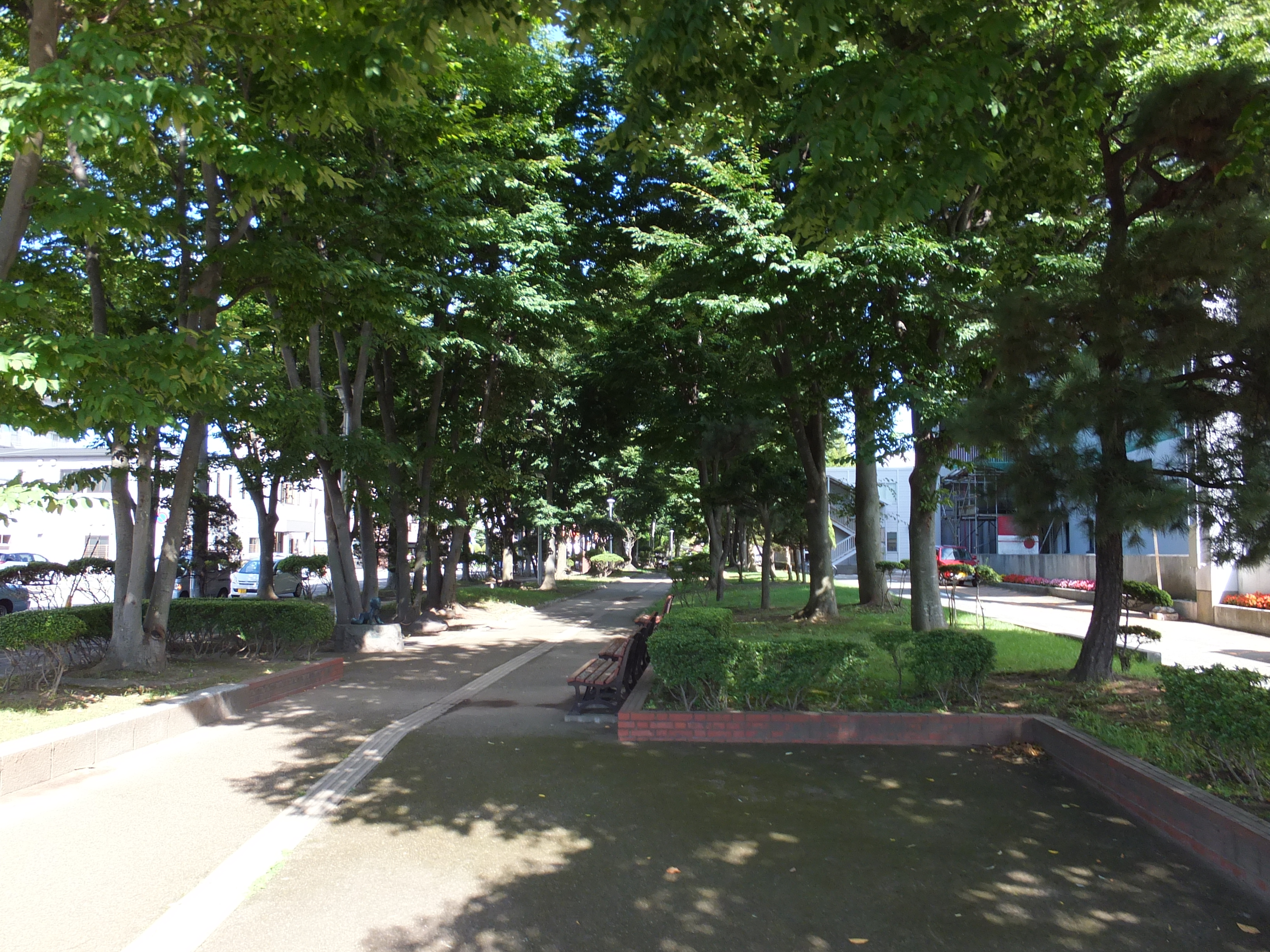
山王官公庁緑地
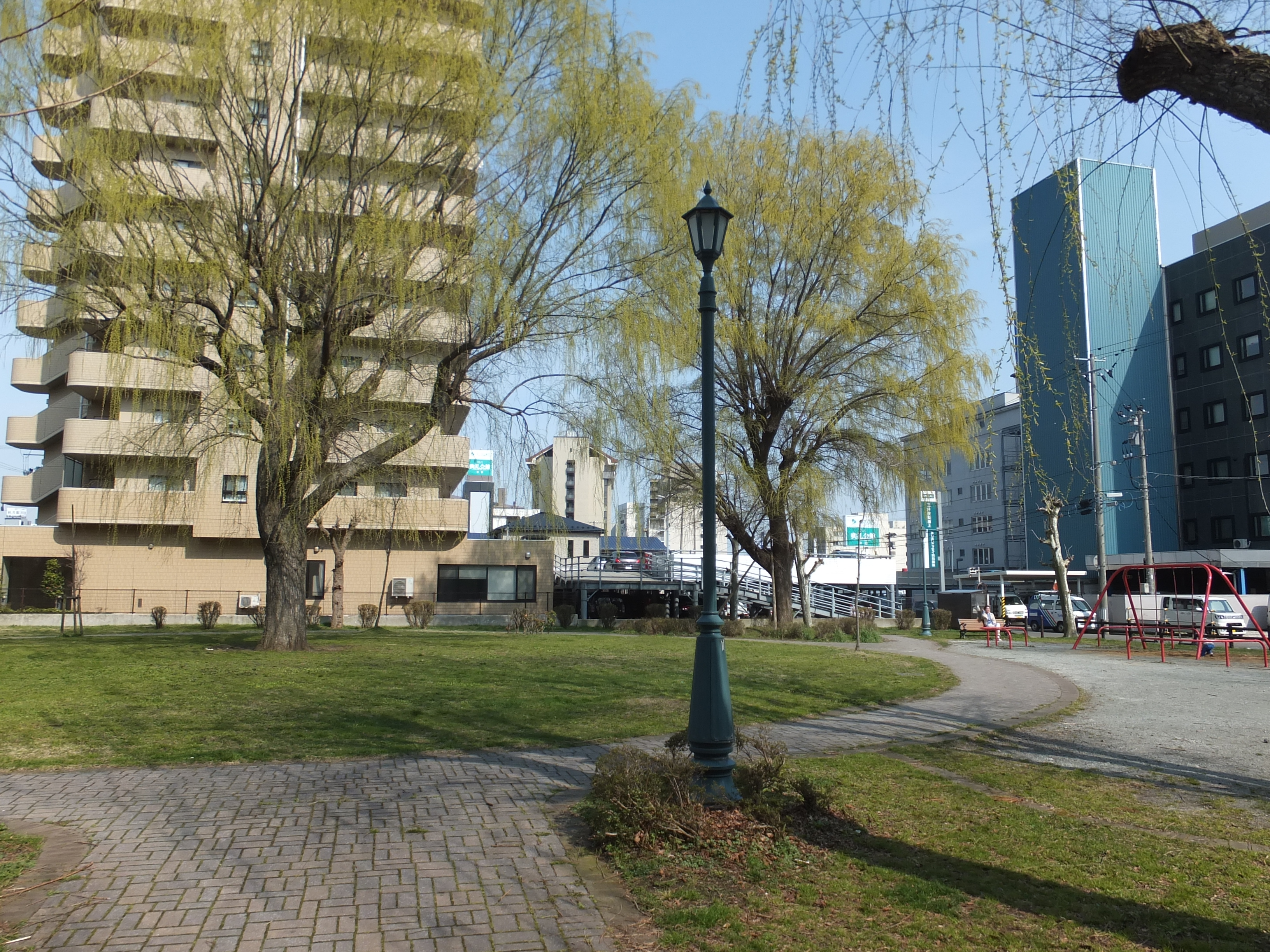
山王第2街区公園
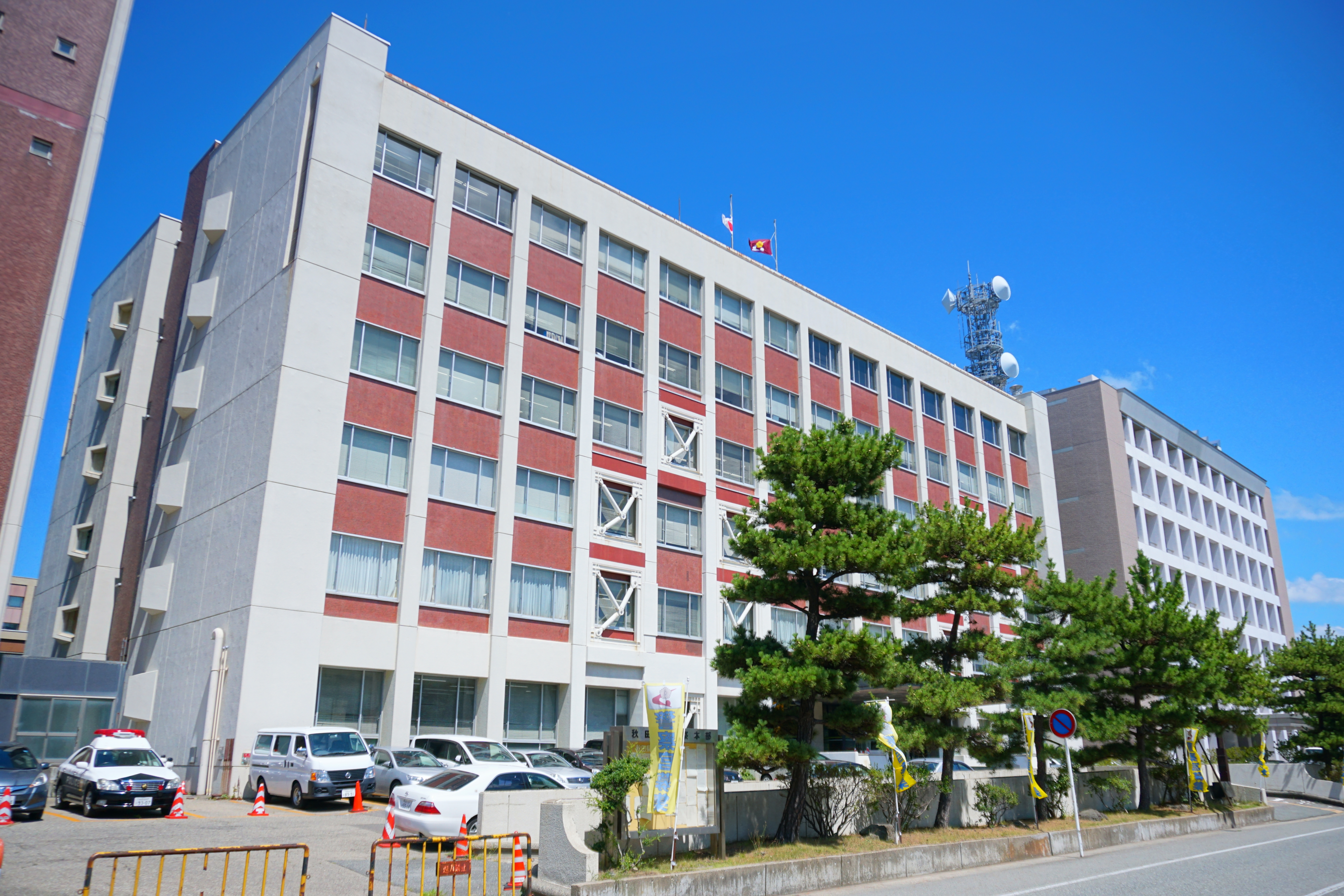
秋田県警察本部
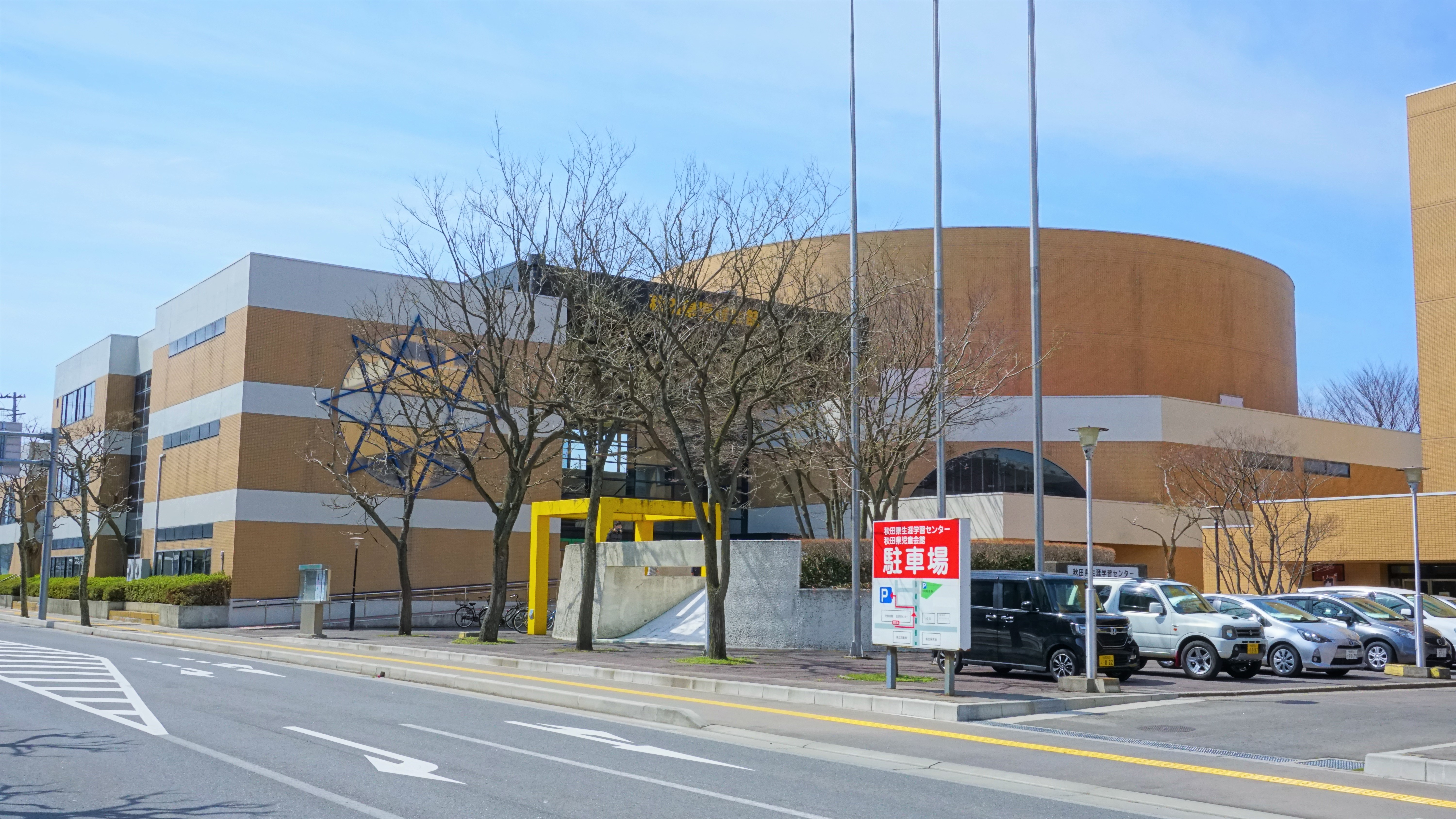
秋田県児童会館「みらいあ」
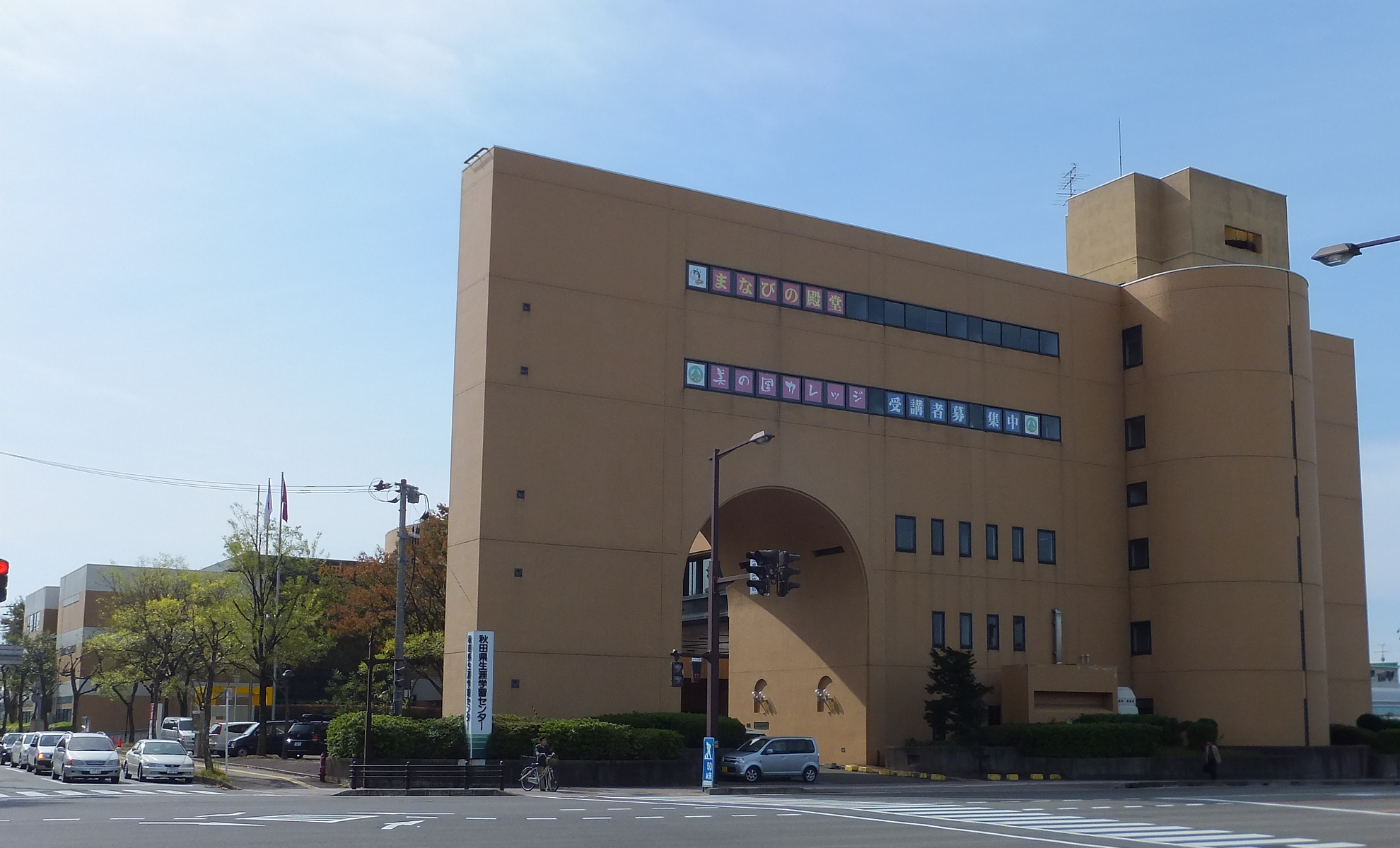
秋田県生涯学習センター
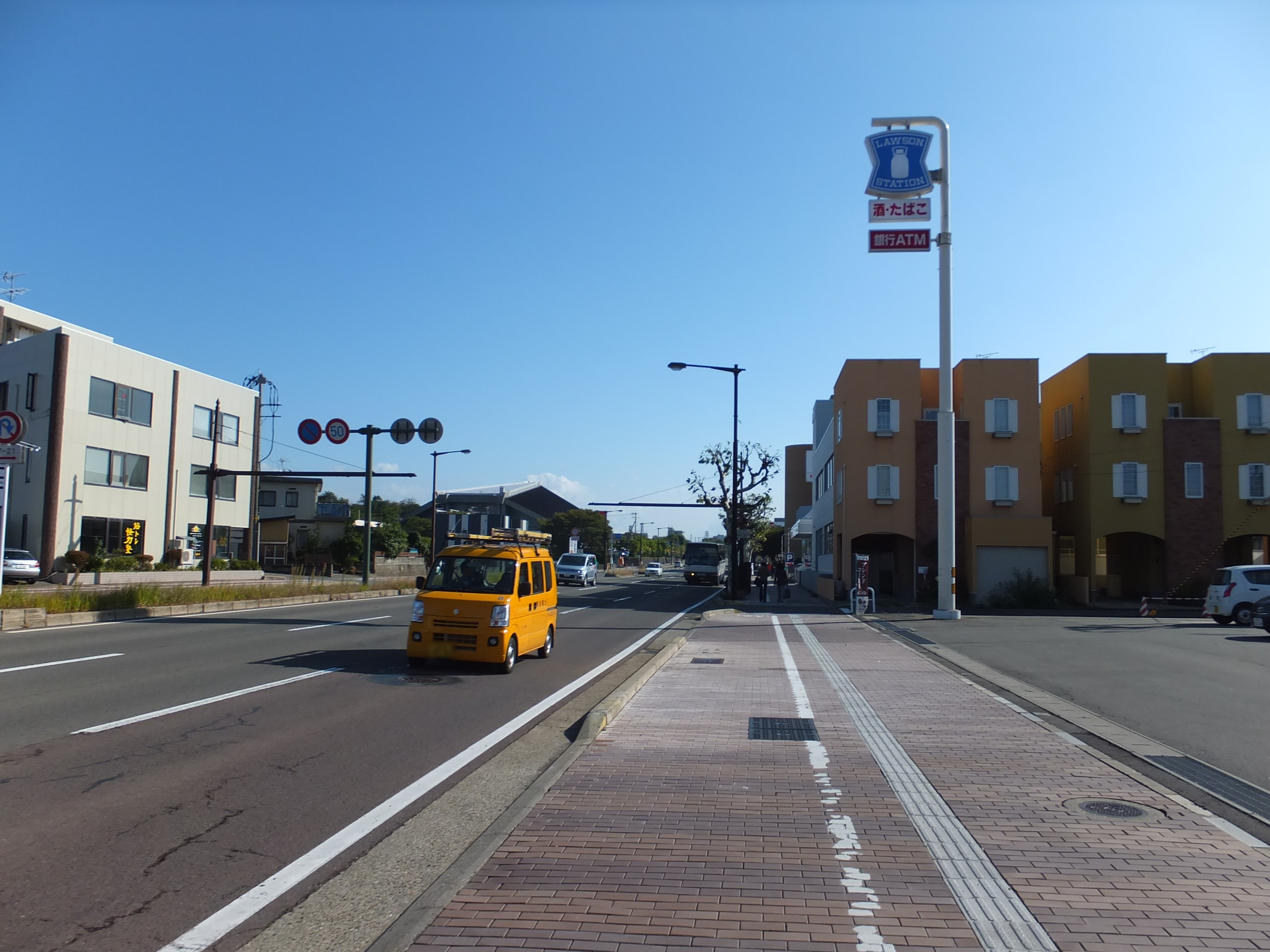
山王中島町
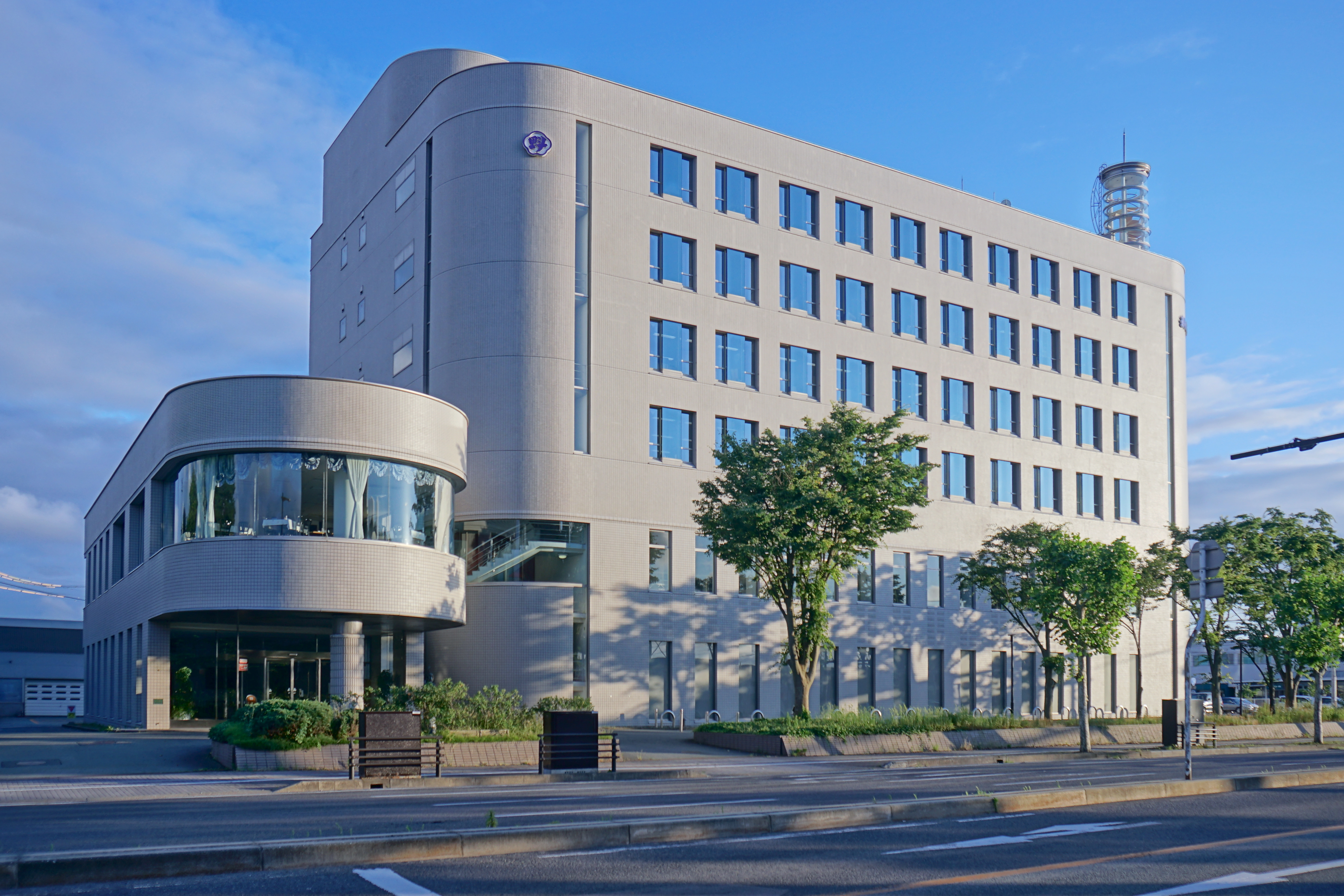
秋田魁新報 本社
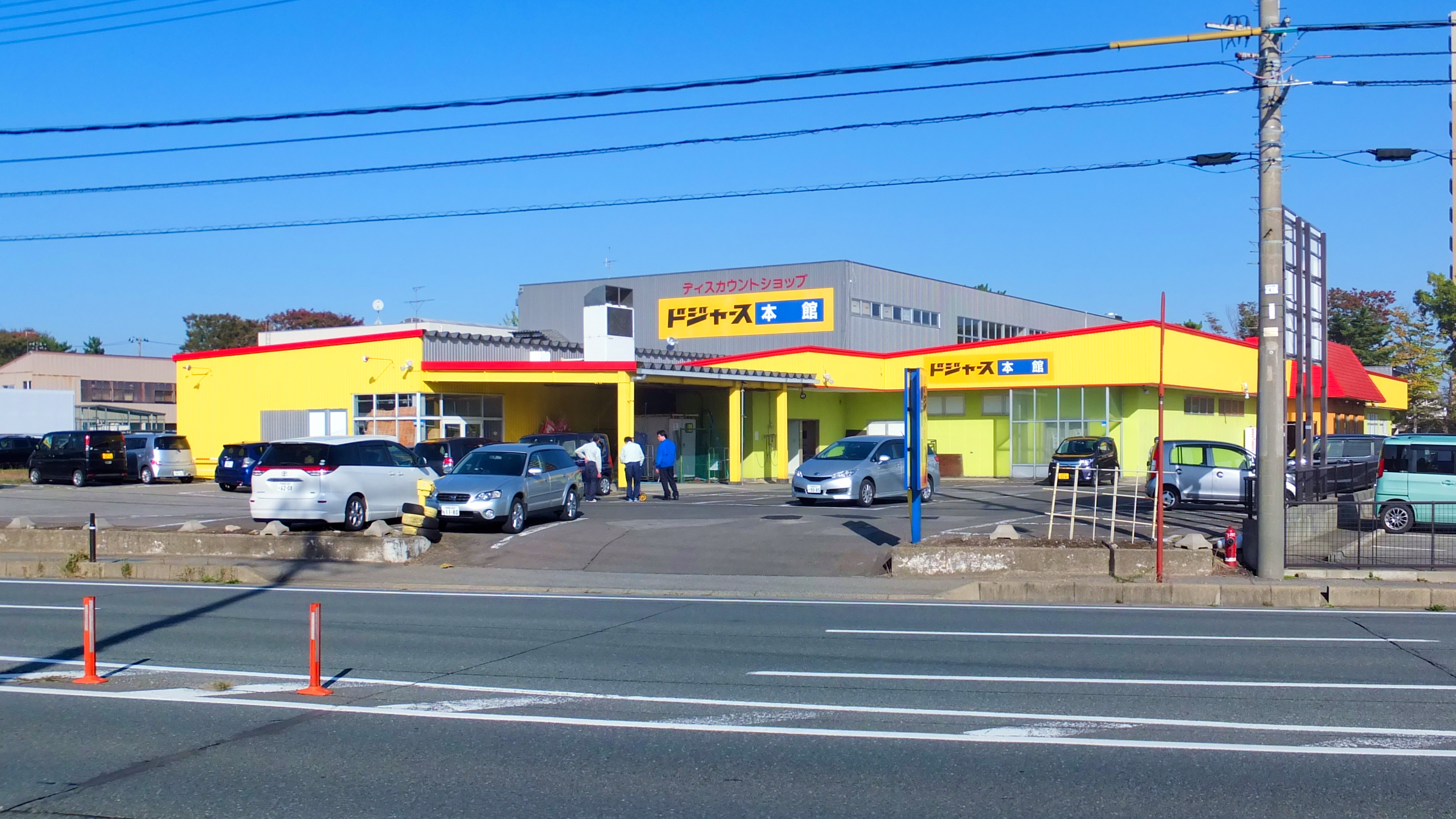
ドジャース本館
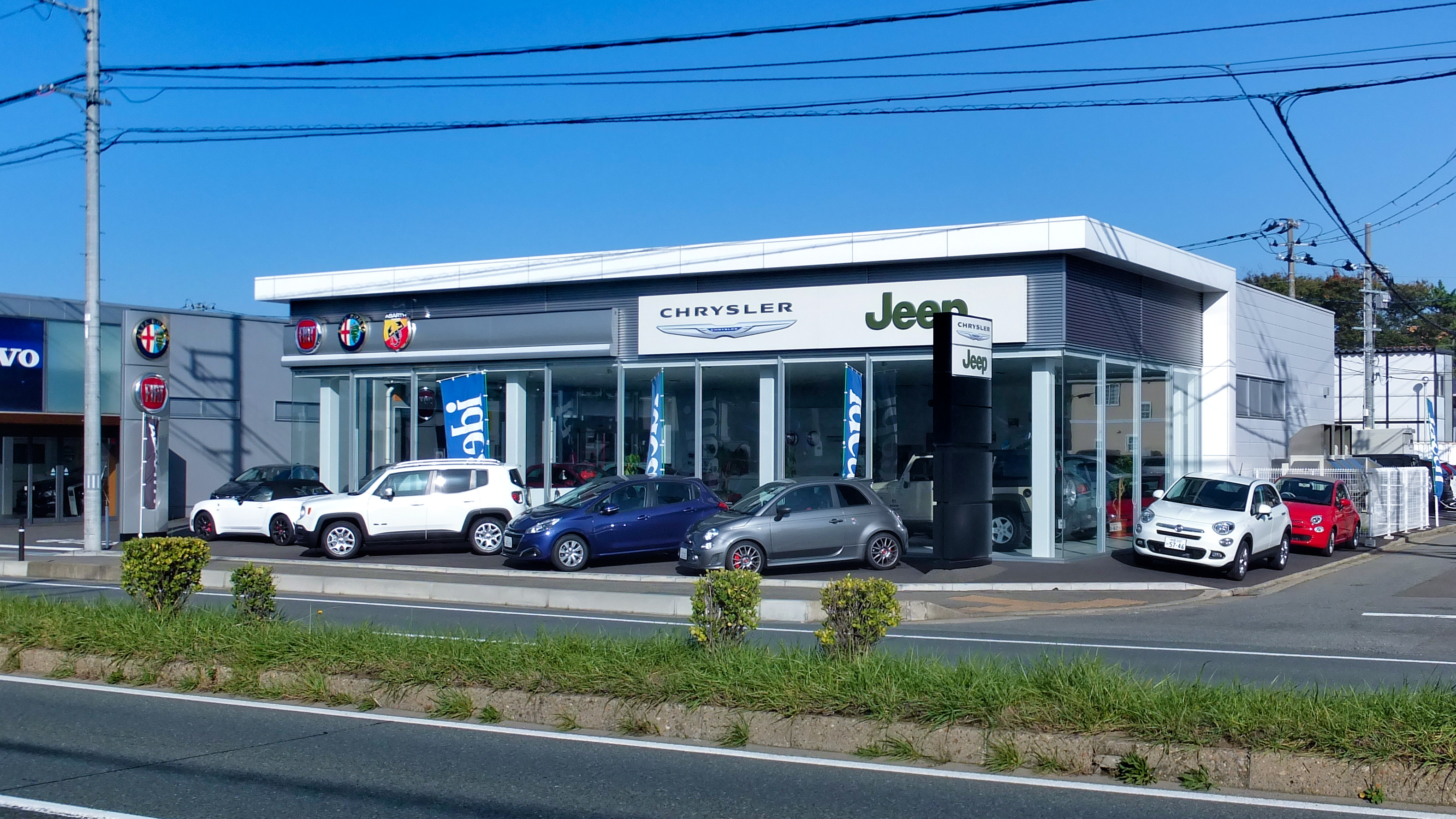
ジープ秋田
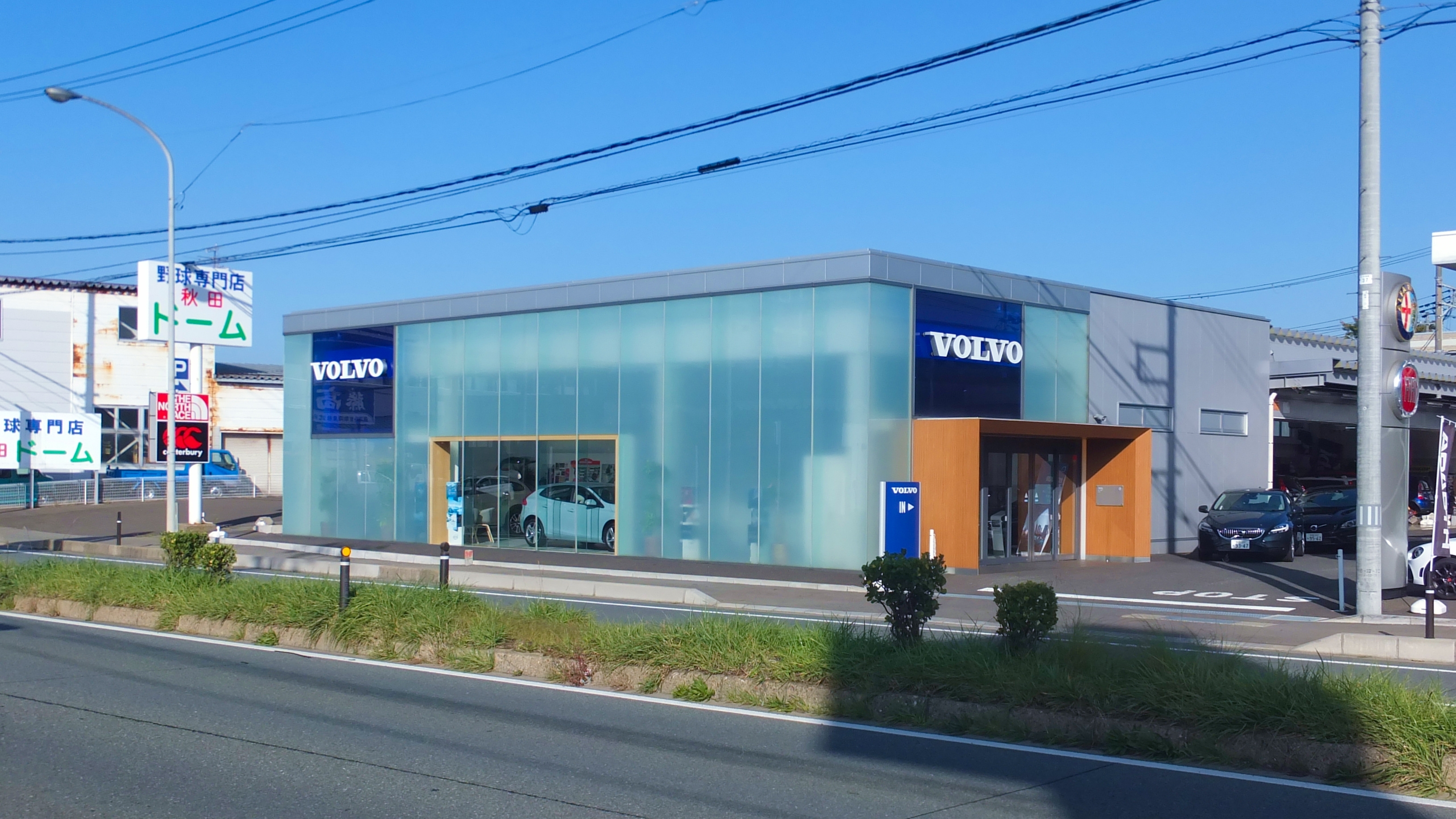
ボルボ・カー秋田
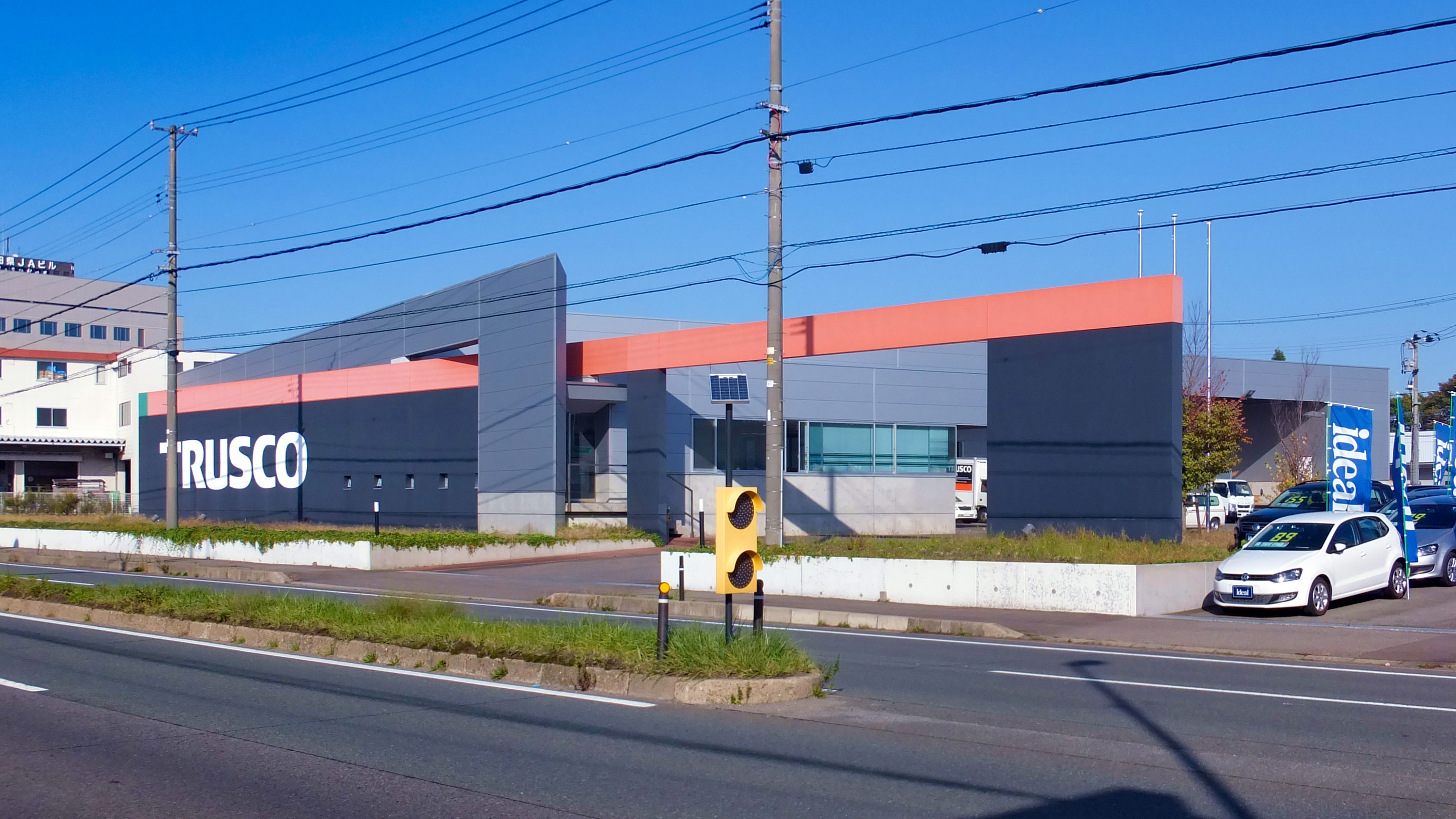
トラスコ中山 秋田営業所
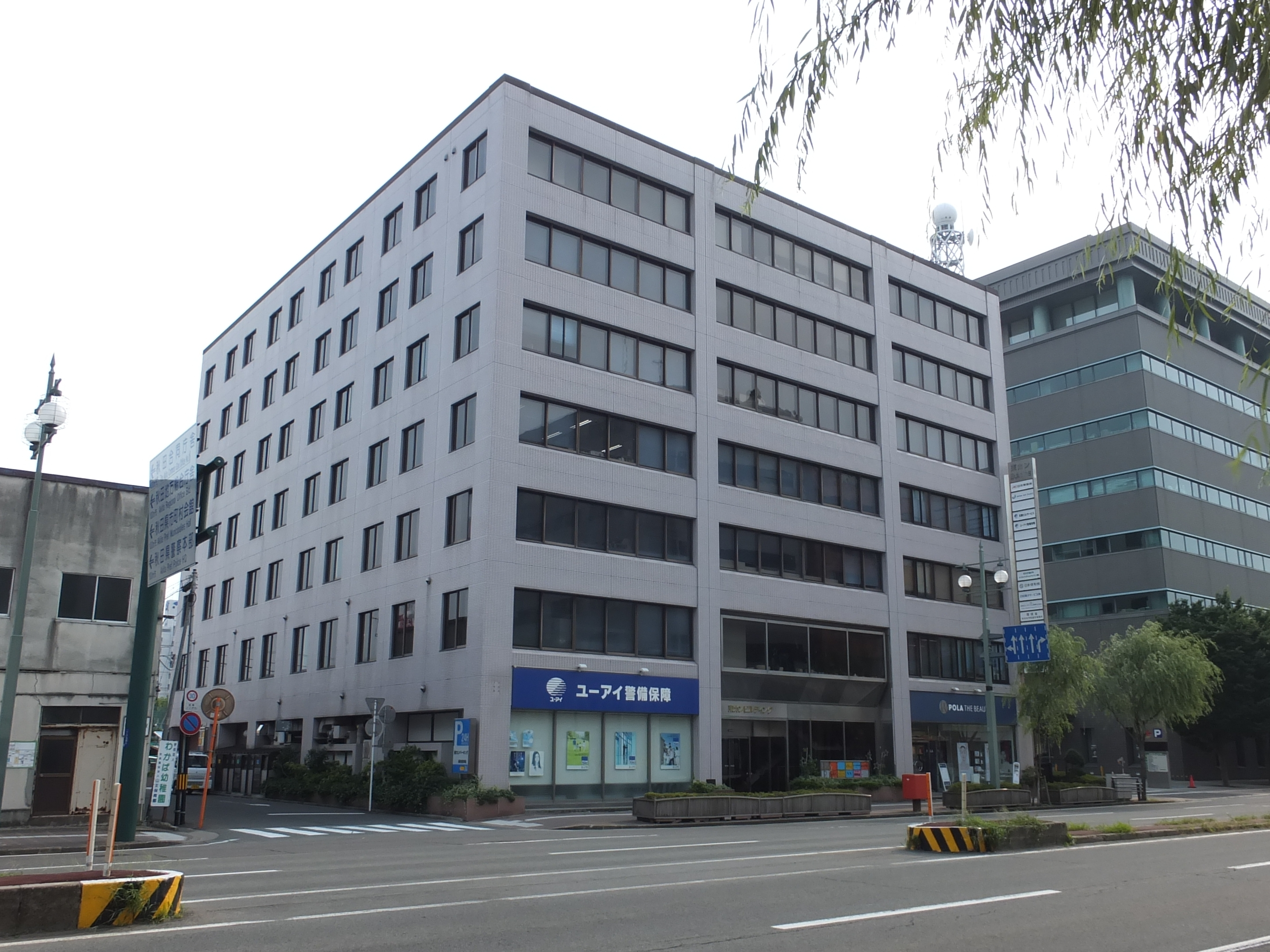
東カンビル

### 廃止された施設

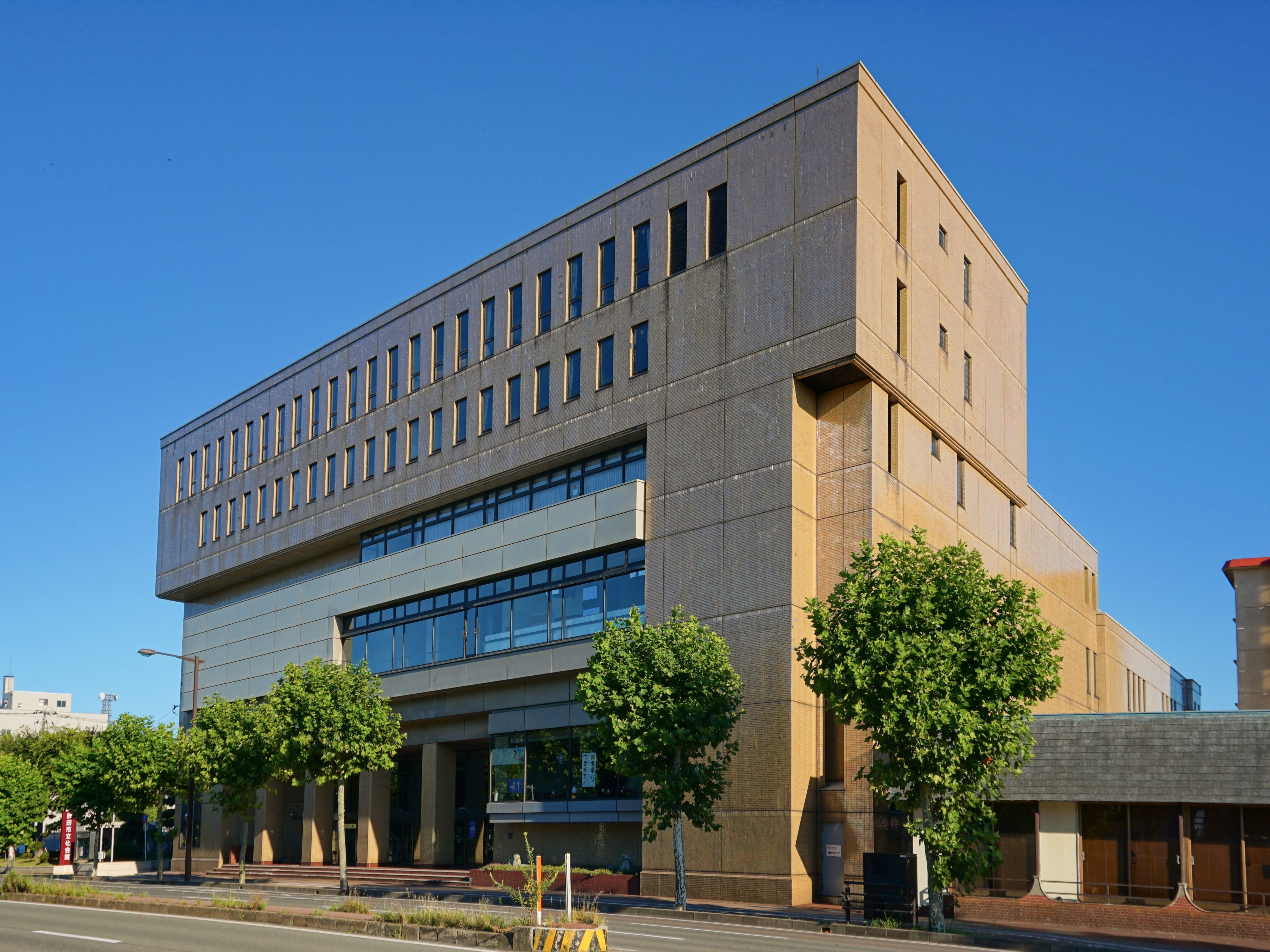
秋田市文化会館

- 秋田アイススケートリンク
- 秋田市文化会館

## 著名出身者
- 石山泰稚 - プロ野球、東京ヤクルトスワローズ投手
- 杉本天昇 - バスケットボール選手

## 著名居住者
- 松浦大悟 - 元アナウンサー